# إرشاد فلسفي
الإرشاد الفلسفي والذي يسمى أحيانًا الممارسة الفلسفية أو الاستشارة الفلسفية أو الفلسفة السريرية، هو حركة معاصرة في الفلسفة العملية. تطور منذ ثمانينيات القرن الماضي كمهنة، ثم كممارسة منذ خمسينياته. عادةً ما يحمل ممارسو الإرشاد الفلسفي درجة الدكتوراه أو على الأقل درجة الماجستير في الفلسفة، ويقدمون خدماتهم الإرشادية أو الاستشارية الفلسفية للعملاء الذين يبحثون عن فهم فلسفي لحياتهم، أو مشاكلهم الاجتماعية، أو حتى مشاكلهم النفسية. في الحالة الأخيرة، قد يكون الإرشاد الفلسفي بديلاً عن العلاج النفسي، أو مصاحبًا له. لطالما قيل إن هذه الحركة متجذرة في التقليد السقراطي، الذي اعتبر الفلسفة بحثًا عن الخير والحياة الطيبة. لم تكن الحياة بدون فلسفة جديرة بالعيش عند سقراط. أدى هذا، على سبيل المثال، إلى ظهور الفلسفة الرواقية، التي نتج عنها العلاج الرواقي.
استمرت الممارسة الفلسفية في التوسع، وهي تُعدّ بديلاً جذاباً للإرشاد والعلاج النفسي لمن يفضلون تجنب إضفاء طابع طبي على مشاكل الحياة. وقد برز العديد من المستشارين الفلسفيين، وهناك اهتمام دولي قوي، ويُعقد مؤتمر دولي نصف سنوي.